# Liste des as français de la Première Guerre mondiale

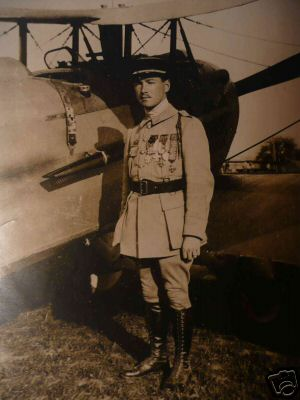
René Fonck, l'as le mieux classé parmi les survivants de la guerre, à côté de son Spad XIII en 1918.

Cette liste des as français de la Première Guerre mondiale contient les noms d'aviateurs de nationalité française ayant combattu lors de la Première Guerre mondiale et ayant obtenu le statut d'as selon les règles en vigueur dans l'armée française.

## Normes des victoires aériennes
Les normes françaises de confirmation des victoires aériennes sont strictes. La victoire n'est accordée que pour la destruction d'un avion ennemi constatée par un témoin indépendant, tel qu'un observateur d'artillerie, un fantassin ou un autre pilote. Les victoires homologuées pour destruction entrent généralement dans l'une des quatre catégories suivantes :
1. Avion ennemi chutant en flammes, vu par un témoin indépendant ;
2. Avion ennemi s'écrasant au sol, vu par un témoin indépendant ;
3. Avion ennemi se désintégrant en vol, vu par un témoin indépendant ;
4. Avion ennemi tombant en captivité derrière les lignes de combat françaises ou alliées[1].

Les victoires probables ne sont pas comptabilisées pour le score du pilote, mais elles sont notées. Des exemples de victoires probables peuvent être la chute d'un avion ennemi hors de contrôle sans qu'il ne soit vu en train de s'écraser, ou une réclamation sans confirmation indépendante.
Les observateurs, comme les pilotes, peuvent devenir des as. Les victoires peuvent être partagées, et sont comptées comme un ajout de un au score de chaque « vainqueur » plutôt que d'être divisées de manière fractionnée. Dans certains cas, la destruction d'un seul avion allemand ou austro-hongrois s'est donc vue ajouter au score d'une demi-douzaine d'aviateurs français, voire plus.
La confirmation des victoires doit être publiée dans les communiqués pour être officielle, ce qui peut prendre plusieurs jours.

## Liste par nombre de victoires

### 50 victoires et plus
| Nom du pilote     | Victoires | Remarques                | Sources |
| ----------------- | --------- | ------------------------ | ------- |
| René Fonck        | 75        |                          | [ 4 ]   |
| Georges Guynemer† | 53        | Tué le 11 septembre 1917 | [ 5 ]   |

### 20 victoires et plus
| Nom du pilote      | Victoires | Remarques                                | Sources |
| ------------------ | --------- | ---------------------------------------- | ------- |
| Charles Nungesser  | 43        |                                          | [ 6 ]   |
| Georges Madon      | 41        |                                          | [ 7 ]   |
| Maurice Boyau†     | 35        | Tué le 16 septembre 1918                 | [ 8 ]   |
| Michel Coiffard†   | 34        | Mort de ses blessures le 29 octobre 1918 | [ 9 ]   |
| Léon Bourjade      | 28        |                                          | [ 10 ]  |
| Amand Pinsard      | 27        |                                          | [ 11 ]  |
| René Dorme†        | 23        | Tué le 25 mai 1917                       | [ 12 ]  |
| Gabriel Guérin†    | 23        | Mort d'un accident le 1er août 1918      | [ 13 ]  |
| Marcel Haegelen    | 22        |                                          | [ 14 ]  |
| Alfred Heurtaux    | 21        |                                          | [ 15 ]  |
| Pierre Marinovitch | 21        |                                          | [ 16 ]  |
| Albert Deullin     | 20        |                                          | [ 17 ]  |

### 15 victoires et plus
| Nom du pilote            | Victoires | Remarques         | Sources |
| ------------------------ | --------- | ----------------- | ------- |
| Jacques Ehrlich          | 19        |                   | [ 18 ]  |
| Henry Hay de Slade       | 19        |                   | [ 19 ]  |
| Bernard Barny de Romanet | 18        |                   | [ 20 ]  |
| Jean Chaput†             | 16        | Tué le 6 mai 1918 | [ 21 ]  |
| Pavel Argueïev           | 15        |                   | [ 22 ]  |
| Armand de Turenne        | 15        |                   | [ 23 ]  |
| Gilbert Sardier          | 15        |                   | [ 24 ]  |

### 10 victoires et plus
| Nom du pilote         | Victoires | Remarques                    | Sources |
| --------------------- | --------- | ---------------------------- | ------- |
| Jean-Paul Ambrogi     | 14        |                              | [ 25 ]  |
| Jean Casale           | 13        |                              | [ 26 ]  |
| Omer Demeuldre†       | 13        | Tué le 3 mai 1918            | [ 27 ]  |
| Hector Garaud         | 13        |                              | [ 28 ]  |
| Marcel Noguès         | 13        |                              | [ 29 ]  |
| Bernard Artigau       | 12        |                              | [ 30 ]  |
| Gustave Daladier      | 12        |                              | [ 31 ]  |
| Xavier de Sevin       | 12        |                              | [ 32 ]  |
| Fernand Guyou         | 12        |                              | [ 33 ]  |
| Marcel Hugues         | 12        |                              | [ 34 ]  |
| Lucien Jailler        | 12        |                              | [ 35 ]  |
| Jacques Leps          | 12        |                              | [ 36 ]  |
| Charles Macé          | 12        |                              | [ 37 ]  |
| Jean Navarre          | 12        |                              | [ 38 ]  |
| Charles Nuville       | 12        |                              | [ 39 ]  |
| Paul Tarascon         | 12        |                              | [ 40 ]  |
| Robert Waddington     | 12        |                              | [ 41 ]  |
| Armond Jean Berthelot | 11        |                              | [ 42 ]  |
| Jean Bouyer           | 11        |                              | [ 43 ]  |
| Jean Bozon-Verduraz   | 11        |                              | [ 44 ]  |
| André Chainat         | 11        |                              | [ 45 ]  |
| André Herbelin        | 11        |                              | [ 46 ]  |
| William Hérisson      | 11        |                              | [ 47 ]  |
| Maxime Lenoir†        | 11        | Tué le 25 octobre 1916       | [ 48 ]  |
| Ernest Maunoury       | 11        |                              | [ 49 ]  |
| René Montrion†        | 11        | Tué le 28 juin 1918          | [ 50 ]  |
| Jacques Ortoli        | 11        |                              | [ 51 ]  |
| Maurice Bizot         | 10        |                              | [ 52 ]  |
| Lucien Gasser         | 10        |                              | [ 53 ]  |
| Auguste Lahoulle      | 10        |                              | [ 54 ]  |
| Jean Pezon            | 10        |                              | [ 55 ]  |
| Charles Quette†       | 10        | Porté disparu le 5 juin 1918 | [ 56 ]  |
| Laurent Ruamps        | 10        |                              | [ 57 ]  |

### 5 victoires et plus
| Nom du pilote                               | Victoires | Remarques                                                     | Sources |
| ------------------------------------------- | --------- | ------------------------------------------------------------- | ------- |
| Fernand Bonneton                            | 9         |                                                               | [ 58 ]  |
| Alexandre Bretillon                         | 9         |                                                               | [ 59 ]  |
| Arthur Coadou                               | 9         |                                                               | [ 60 ]  |
| Théophile Condemine                         | 9         |                                                               | [ 61 ]  |
| Marcel Dhôme                                | 9         |                                                               | [ 62 ]  |
| René Dousinelle                             | 9         |                                                               | [ 63 ]  |
| Louis Gros                                  | 9         |                                                               | [ 64 ]  |
| Georges Lachmann                            | 9         |                                                               | [ 65 ]  |
| Jean Matton†                                | 9         | Tué le 10 septembre 1917                                      | [ 66 ]  |
| Henri Péronneau                             | 9         |                                                               | [ 67 ]  |
| Mathieu Tenant de la Tour†                  | 9         | Mort d'un accident le 17 décembre 1917                        | [ 68 ]  |
| Marcel Viallet                              | 9         |                                                               | [ 69 ]  |
| Paul Barbreau                               | 8         |                                                               | [ 70 ]  |
| Dieudonné Costes                            | 8         |                                                               | [ 71 ]  |
| Gilbert de Guingand†                        | 8         | Mort d'un accident le 22 octobre 1918                         | [ 72 ]  |
| Gustave Douchy                              | 8         |                                                               | [ 73 ]  |
| Georges Flachaire                           | 8         |                                                               | [ 74 ]  |
| Jacques Gérard†                             | 8         | Tué le 3 juillet 1918                                         | [ 75 ]  |
| Jean Fraissinet                             | 8         |                                                               | [ 76 ]  |
| Julien Guertiau                             | 8         |                                                               | [ 77 ]  |
| Antoine Laplasse                            | 8         |                                                               | [ 78 ]  |
| André Martenot de Cordoux                   | 8         |                                                               | [ 79 ]  |
| Robert Massenet-Royer de Marancour          | 8         |                                                               | [ 66 ]  |
| Edmond Pillon                               | 8         |                                                               | [ 80 ]  |
| Roger Poupon                                | 8         |                                                               | [ 81 ]  |
| Paul Sauvage†                               | 8         | Tué le 7 janvier 1917                                         | [ 82 ]  |
| Gaston Vial                                 | 8         |                                                               | [ 83 ]  |
| Albert Auger†                               | 7         | Tué le 28 juillet 1917                                        | [ 75 ]  |
| François Battesti                           | 7         |                                                               | [ 84 ]  |
| Auguste Baux†                               | 7         | Tué le 17 juillet 1918                                        | [ 75 ]  |
| André Louis Bosson (en)†                    | 7         | Tué le 20 juillet 1918                                        | [ 85 ]  |
| Eugène Camplan                              | 7         |                                                               | [ 86 ]  |
| Fernand Chavannes                           | 7         |                                                               | [ 87 ]  |
| Pierre de Cazenove de Pradines              | 7         |                                                               | [ 88 ]  |
| Pierre Delage (en)                          | 7         |                                                               | [ 89 ]  |
| Robert Delannoy                             | 7         |                                                               | [ 90 ]  |
| François Delzenne (en)                      | 7         |                                                               | [ 91 ]  |
| Noël de Rochefort (en)†                     | 7         | Mort de ses blessures le 16 septembre 1916                    | [ 92 ]  |
| François de Rochechouart de Mortemart (en)† | 7         | Tué le 16 mars 1918                                           | [ 93 ]  |
| Jean Derode (en)†                           | 7         | Tué le 4 juin 1918                                            | [ 93 ]  |
| René Doumer†                                | 7         | Tué le 26 avril 1917. Fils du président français Paul Doumer. | [ 94 ]  |
| Pierre Ducornet (en)                        | 7         |                                                               | [ 95 ]  |
| Raoul Echard                                | 7         |                                                               | [ 96 ]  |
| Henri Languedoc (en)†                       | 7         | Mort de ses blessures le 18 juillet 1917                      | [ 54 ]  |
| Charles Le Coq de Kerland                   | 7         |                                                               | [ 78 ]  |
| Jean Loste                                  | 7         |                                                               | [ 97 ]  |
| Alexandre Marty†                            | 7         | Mort d'un accident le 8 juin 1918                             | [ 98 ]  |
| Pierre Pendaries (en)                       | 7         |                                                               | [ 99 ]  |
| Paul Armand Petit†                          | 7         | Tué le 18 septembre 1918                                      | [ 100 ] |
| Jean Romatet                                | 7         |                                                               | [ 101 ] |
| Paul Santelli (en)                          | 7         |                                                               | [ 102 ] |
| Victor Sayaret (en)                         | 7         |                                                               | [ 103 ] |
| Gabriel Thomas                              | 7         |                                                               | [ 104 ] |
| Léon Vitalis                                | 7         |                                                               | [ 105 ] |
| Joseph Vuillemin                            | 7         |                                                               | [ 106 ] |
| Eugène Weismann                             | 7         |                                                               | [ 107 ] |
| Louis Coudouret                             | 6         |                                                               | [ 108 ] |
| Jules Covin†                                | 6         | Mort de ses blessures le 21 mars 1918                         | [ 109 ] |
| François de Boigne                          | 6         |                                                               | [ 110 ] |
| Robert de Bonnefoy                          | 6         |                                                               | [ 111 ] |
| Lionel de Marmier                           | 6         |                                                               | [ 112 ] |
| Adolphe du Bois d'Aische                    | 6         | Pilote belge servant pour la France                           | [ 113 ] |
| André Dubonnet                              | 6         |                                                               | [ 114 ] |
| Pierre Dufaur de Gavardie (en)              | 6         |                                                               | [ 115 ] |
| Jacques Favre de Thierrens                  | 6         |                                                               | [ 116 ] |
| Paul Gastin                                 | 6         |                                                               | [ 117 ] |
| Maurice Gond (en)                           | 6         |                                                               | [ 118 ] |
| Marcel Henriot (en)                         | 6         |                                                               | [ 119 ] |
| Charles Lefevre (en)                        | 6         |                                                               | [ 120 ] |
| André Robert Lévy (en)                      | 6         |                                                               | [ 121 ] |
| Louis Honoré Martin (en)                    | 6         |                                                               | [ 122 ] |
| Albert Mézergues                            | 6         |                                                               | [ 123 ] |
| Xavier Moissinac†                           | 6         | Tué le 3 juin 1918                                            | [ 123 ] |
| Gustave Naudin (en)                         | 6         |                                                               | [ 124 ] |
| Adolphe Pégoud†                             | 6         | Tué le 31 août 1915                                           | [ 125 ] |
| René Pelissier (en)                         | 6         |                                                               | [ 126 ] |
| Constant Plessis (en)                       | 6         |                                                               | [ 127 ] |
| Émile Régnier                               | 6         |                                                               | [ 128 ] |
| Achille Rousseaux (en)                      | 6         |                                                               | [ 129 ] |
| Constant Soulier                            | 6         |                                                               | [ 130 ] |
| Albert Achard                               | 5         |                                                               | [ 131 ] |
| Maurice Arnoux                              | 5         |                                                               | [ 132 ] |
| Jean Arpheuil (en)                          | 5         |                                                               | [ 30 ]  |
| Yves Barbaza                                | 5         |                                                               | [ 75 ]  |
| Andre Barcat (en)†                          | 5         | Tué le 16 juillet 1918                                        | [ 133 ] |
| Georges Blanc (en)                          | 5         |                                                               | [ 134 ] |
| Marcel Bloch (en)                           | 5         |                                                               | [ 134 ] |
| Charles Borzecki                            | 5         |                                                               | [ 135 ] |
| Alexandre Buisson (en)                      | 5         |                                                               | [ 136 ] |
| Edmond Caillaux (en)                        | 5         |                                                               | [ 137 ] |
| Pierre Cardon (en)                          | 5         |                                                               | [ 138 ] |
| Lucien Cayol (en)                           | 5         |                                                               | [ 139 ] |
| Louis Chartoire                             | 5         |                                                               | [ 140 ] |
| Antoine Cordonnier (en)†                    | 5         | Reporté disparu le 28 juillet 1918                            | [ 141 ] |
| Honoré de Bonald (en)                       | 5         |                                                               | [ 110 ] |
| Jean de Gaillard de la Valdène (en)         | 5         |                                                               | [ 142 ] |
| André Delorme†                              | 5         | Tué le 14 janvier 1917                                        | [ 143 ] |
| Jean de Gennes                              | 5         |                                                               | [ 144 ] |
| Victor Féodoroff                            | 5         |                                                               | [ 145 ] |
| Pierre Gaudermen                            | 5         |                                                               | [ 146 ] |
| Eugène Gilbert†                             | 5         | Mort d'un accident le 17 mai 1918                             | [ 147 ] |
| Francis Guerrier                            | 5         |                                                               | [ 148 ] |
| Joseph-Henri Guiguet                        | 5         |                                                               | [ 149 ] |
| Georges Halberger (en)                      | 5         |                                                               | [ 150 ] |
| Paul Hamot (en)                             | 5         |                                                               | [ 151 ] |
| Marius Hasdenteufel†                        | 5         | Mort d'un accident le 26 juin 1918                            | [ 151 ] |
| Marcel Hauss†                               | 5         | Tué le 15 février 1917                                        | [ 152 ] |
| Paul Homo (en)                              | 5         |                                                               | [ 153 ] |
| Jean-François Jannekeyn                     | 5         |                                                               | [ 154 ] |
| Didier Le Cour Grandmaison†                 | 5         | Tué le 10 mai 1917                                            | [ 120 ] |
| Pierre Le Roy de Boiseaumarié               | 5         |                                                               | [ 155 ] |
| Georges Lienhart                            | 5         |                                                               | [ 156 ] |
| Paul Malavialle (en)                        | 5         |                                                               | [ 157 ] |
| Paul Montange                               | 5         |                                                               | [ 158 ] |
| Antoine Paillard                            | 5         |                                                               | [ 159 ] |
| Georges Pelletier-Doisy                     | 5         |                                                               | [ 160 ] |
| Andre Petit-Delchet (en)†                   | 5         | Mort d'un accident le 28 juillet 1918                         | [ 161 ] |
| François Portron                            | 5         |                                                               | [ 162 ] |
| Edwards Pulpe                               | 5         |                                                               | [ 163 ] |
| Georges Raymond†                            | 5         | Mort de maladie le 4 octobre 1918                             | [ 164 ] |
| Victor Régnier (en)                         | 5         |                                                               | [ 165 ] |
| Charles Revol-Tissot (en)                   | 5         |                                                               | [ 166 ] |
| Louis Risacher                              | 5         |                                                               | [ 167 ] |
| Maurice Robert†                             | 5         | Tué le 19 juillet 1918                                        | [ 168 ] |
| Paul Rodde†                                 | 5         | Mort d'un accident le 29 octobre 1917                         | [ 168 ] |
| Jacques Roques                              | 5         |                                                               | [ 169 ] |
| Maurice Rousselle                           | 5         |                                                               | [ 170 ] |
| Jacques Victor Sabattier de Vignolle (en)   | 5         |                                                               | [ 171 ] |
| Basile Sauné†                               | 5         | Tué le 20 juin 1918                                           | [ 172 ] |
| Gilbert Uteau (en)                          | 5         |                                                               | [ 173 ] |
| Pierre Violet-Marty†                        | 5         | Tué le 27 décembre 1916                                       | [ 174 ] |
| Pierre Wertheim (en)                        | 5         |                                                               | [ 175 ] |